# Светлый металл (альбом)
«Светлый металл» — сборник группы «Чёрный Кофе», состоящий из записей 1984 и 1986 годов, и выпущенный в 2000 году лейблом «Мистерия звука».

## Об альбоме
Многие известные композиции («Это — рок!», «Владимирская Русь», «Светлый Металл», «Знамя мира») представлены в своём первом варианте. Есть и ранее не издававшиеся песни: «Света луч», «Из придорожной тени». Песня «Путешествие в жизнь» по музыке песня «Зимний портрет», только с другим текстом, а в песне «Звуки космоса» слегка изменён припев. Все композиции записаны в 1986 году. Песни «Света луч», «Страна», «Из придорожной тени» — записи 1984 года.
Альбом был переиздан 2 раза: в 2003 на CD лейблом Moroz Records и в 2013 на виниле лейблом «Мирумир».

## Список композиций
Вся музыка написана Дмитрием Варшавским.
| №   | Название                      | Текст песни         | Длительность |
| --- | ----------------------------- | ------------------- | ------------ |
| 1.  | «Это — Рок!»                  | Варшавский, Каренов | 4:14         |
| 2.  | «Дьявол во плоти»             | Варшавский          | 2:50         |
| 3.  | «Путешествие в жизнь»         | Каренов             | 3:35         |
| 4.  | «Светлый Металл»              | Варшавский          | 3:13         |
| 5.  | «Света луч»                   | Варшавский          | 2:53         |
| 6.  | «Звёздный водоём»             | Шаганов             | 3:14         |
| 7.  | «Владимирская Русь»           | Шаганов             | 4:33         |
| 8.  | «Знамя мира»                  | Варшавский          | 3:24         |
| 9.  | «Страна»                      | Вознесенский        | 3:29         |
| 10. | «Переступи порог»             | Каренов             | 4:13         |
| 11. | «Звуки космоса»               | Варшавский          | 4:46         |
| 12. | «Чёрный кофе»                 | Варшавский          | 2:42         |
| 13. | «Из придорожной тени (Bonus)» | Бачурин             | 2:18         |

## Исполнители
- Дмитрий Варшавский — вокал, гитара
- Игорь Куприянов — бас-гитара (кроме 5, 9, 13)
- Юрий Мощёнов — бас-гитара (5, 9, 13)
- Сергей Кудишин — гитара (кроме 5, 9, 13)
- Сергей Черняков — барабаны (кроме 5, 9, 13)
- Андрей Шатуновский — барабаны (5, 9, 13)